# Sibiriskt bovete
Sibiriskt bovete (Fagopyrum tataricum) är en växt som är ganska nära släkt med rabarber. Den tillhör samma släkte som bovete och kan i likhet med denna art användas som mjölväxt.